# Смирнов Іван Якович
Іван Якович Смирнов (1902, село Кошелєво Орловської губернії, тепер Дмитровського району Орловської області, Російська Федерація — розстріляний 23 жовтня 1938, місто Курськ, Російська Федерація) — радянський діяч, в.о. голови виконавчого комітету Курської обласної ради. Депутат Верховної Ради СРСР 1-го скликання (1937—1938).

## Біографія
Народився в селянській родині. З 1920 по 1923 рік навчався в Орловському сільськогосподарському технікумі.
У 1924—1927 роках — секретар повітового комітету комсоммолу (РКСМ), політичний організатор із комсомолу Болховського повітового військового комісаріату, секретар Болховського повітового комітету ВЛКСМ Орловської губернії.
Член РКП(б) з 1925 року.
У 1927—1930 роках — секретар комітету ВКП(б) Болховського шкіряного заводу, завідувач агітаційно-пропагандистського відділу Болховського повітового комітету ВКП(б), відповідальний секретар Ускинського районного комітету ВКП(б) Центрально-Чорноземної області, інструктор Орловського окружного комітету ВКП(б), секретар комітету ВКП(б) Орловської взуттєвої фабрики.
У 1930—1933 роках — заступник директора Орловської взуттєвої фабрики, директор Болховського шкіряного заводу, директор Курської взуттєвої фабрики, директор Єлецького шкіряного заводу.
У 1933—1937 роках — завідувач агітаційно-масового відділу Єлецького міського і районного комітету ВКП(б) Центрально-Чорноземної області, секретар Верховського, Нижньо-Деревенського, Лівенського районних комітетів ВКП(б) Курської області.
У 1937 році — завідувач сільськогосподарського відділу Курського обласного комітету ВКП(б).
У 1937 — лютому 1938 року — в.о. голови виконавчого комітету Курської обласної ради.
12 лютого 1938 року заарештований органами НКВС СРСР. Розстріляний 23 жовтня 1938 року в місті Курську. Посмертно реабілітований.